# 柬华日报
《柬华日报》是柬埔寨一家创立于2000年8月10日的中文报纸。《柬华日报》是由柬华理事总会主办的机关报，是柬埔寨华人、华侨获取资讯的信息平台之一。

## 发展情况
2007年，《柬华日报》开设新闻网站 ，又推出官方网站、APP、wechat和脸书等新媒体平台。报纸初期为英国老式印刷机印刷的单色报纸。后改为套色印刷机印刷的彩色报纸。
2021年，受到covid19影响发行量锐减至3000份，随着柬埔寨全境日常全面恢复，2023年日发行量恢复至5.56万份。

## 人员
- 社长：黄焕明 （高棉语：អឹុង ហុងម៉េង）柬埔寨华人企业家，现任柬埔寨柬华理事总会副会长兼柬埔寨江夏黄氏宗亲总会会长。
- 副社长：李捷贵 លី ជីហ្គី 柬华理事总会副会长
- 主编：欧伟雄 សុខ សំណាង
- 采编记者 23人 广告部门5人